# Iepure roșu al lui Smith
Iepurele roșu al lui Smith (Pronolagus rupestris) este o specie de mamifere din familia iepurilor, Leporidae, fiind în același timp și cea mai mică specie din genul Pronolagus. Părțile superioare, precum și o porțiune din zona gâtului au culoare maro-roșcată. În partea din spate a corpului are fire de păr mai groase, cu porțiuni gri, care au culoare maro și care sunt calde, iar părul lânos este mai subțire, de culoare albă spre roșiatică. Este originar din Africa, fiind găsit în părți din Kenya (Valea Riftului), Lesotho, Malawi, Africa de Sud (Northern Cape, Free State și North West), Tanzania, Zambia și Zimbabwe. Este neclar dacă se mai găsește în Namibia sau nu. Dieta sa include graminee (precum iarbă încolțită), arbuști, verdețuri, frunze și crenguțe. Se înmulțește din septembrie până în februarie, iar un rând de pui constă în unul sau doi pui. Puii părăsesc cuibul la vârsta de trei ani. În 1996, Uniunea Internațională pentru Conservarea Naturii a clasificat această specie ca fiind neamenințată cu dispariția.

## Taxonomie
Zoologul scoțian Andrew Smith a descris pentru prima oară iepurele roșu al lui Smith în anul 1834. A fost original descris în genul Lepus și a fost anterior inclus în specia Pronolagus crassicaudatus (iepurele roșu cu coada groasă). În Zambia sunt cunoscuți popular ca rock rabbits („iepuri de stâncă”). În Swahili, numele său este sungura mwekundu sau kitengule.
Numărul de subspecii acceptate a variat de la zero la opt. O clasificare din anii 1940 a acceptat următoarele subspecii:
- P. r. rupestris (A. Smith, 1834)
- P. r. melanurus (Rüppell, 1842)
- P. r. nyikae (Thomas, 1902)[9]
- P. r. curryi (Thomas, 1902)[9]
- P. r. saundersiae (Hewitt, 1927)
- P. r. australis (Roberts, 1933)
- P. r. mulleri (Roberts, 1938)
- P. r. whitei (Roberts, 1938)
- P. r. barretti (Roberts, 1949)

Altă clasificare din anii 1980 avea următoarele subspecii; diferențele constă în mutarea whitei la P. randensis, includerea fitzsimonsi și considerarea mulleri ca sinonim al australis:
- P. r. rupestris (A. Smith, 1834)
- P. r. melanurus (Rüppell, 1842)
- P. r. curryi (Thomas, 1902)
- P. r. saundersiae (Hewitt, 1927)
- P. r. australis (Roberts, 1933)
- P. r. fitzsimonsi (Roberts, 1938)
- P. r. barbetti (Roberts, 1949)

În a treia ediție a Mammal Species of the World publicată în 2005, R. S. Hoffman și A. T. Smith au listat iepurele roșu al lui Smith (Pronolagus rupestris) ca specie separată și au inclus cinci subspecii.
Starea taxonomică a iepurelui roșu al lui Smith din estul Africii este incertă. Este considerat conspecific cu P. rupestris din sudul Africii. Un articol cercetând ADN-ul mitocondrial a argumentat că P. r. curryi este singura subspecie nenominată. Mammals of Africa nu recunoaște nicio subspecie și consideră în schimb că curryi, fitzsimonsi, melanurus, mülleri, nyikae și vallicola sunt toate doar sinonime ale P. rupestris. La fel ca la toate speciile din genul Prolagus, numărul de diploizi al acestei specii este de 2n = 42.

## Descriere
Iepurele roșu al lui Smith este cel mai mic membru din genul Pronolagus, măsurând cam 38–65 cm în lungime de la cap până la coadă, având o coadă stufoasă, brună-roșiatică spre închis, cu vârful negru, ce măsoară cam 5–11 cm. Cântărește în jur de 1,3 până la 2,05 kg. Părțile superioare, precum și o porțiune din zona gâtului sunt de culoare brună-roșiatică. Urechile sunt cenușii, măsurând 6–10,5 cm în lungime, iar labele picioarelor din spate au lungimea de 7,5–10 cm. Fruntea îi este maronie și obrajii săi sunt bubalini cu o nuanță de cenușiu. Părțile laterale ale feței sunt gri, iar porțiunea nucală este brună-roșiatică. Părțile inferioare sunt bubaline-rozalii și se găsește niște alb în linia din mijloc a abdomenului. Picioarele din spate și crupa au culoare maro-roșiatică deschisă. În partea din spate a corpului are fire de păr mai groase, cu nuanță grizonată, care au culoare caldă și brună, iar părul lânos este mai subțire, de culoare albă până la lignicoloră. Partea moale din partea de jos a tălpilor este acoperită de blană deasă, unsuroasă. Degetele și ghearele sunt scurte și late, iar membrele sunt roșcate. Osul frontal măsoară aproape la fel cât botul. Carnea sa este aromată, posibil datorită dietei sale.
Este similară cu Pronolagus randensis, care are urechi mai scurte și coada mai lungă, precum și cu P. saundersiae, al cărei os al botului este mai scurt decât osul frontal. (Ultima este privită ca P. r. saundersiae de unele autorități.)

## Răspândire și habitat
Iepurele roșu al lui Smith este originar din Africa, fiind găsit în părți din Kenya (Valea Riftului), Lesotho, Malawi, estul Zimbabwelui, Africa de Sud (Northern Cape, Free State și North West), Tanzania și Zambia. Se crede că nu se mai găsește în Namibia. Habitatul său este compus din pante stâncoase și vârfuri de aflorimente stâncoase, din regiuni pietroase unde iarba, rocile și tufișurile sunt intercalate. Locuiește în râpe cu bolovani, pe coaste de deal, plăci de piatră și roci zdrobite care oferă adăpostire de prădători.

## Comportament și ecologie
Deși este o specie nocturnă, iepurele roșu al lui Smith iese ocazional dimineața devreme sau târziu după-amiază în locuri unde nu este vânat. Este în alertă de cele mai multe ori, iar în general se ascunde înainte de a fi văzut. Poate efectua mișcări rapide în cazul în care este urmărit de câini. A fost observat producând o serie de țipete puternice în timp ce fugea noaptea, posibil pentru a alunga prădătorii sau pentru a avertiza alți membri ai speciei de amenințare potențială. Chiar și când nu este prins sau nu se află în suferință, se știe că produce sunete stridente, spre deosebire de majoritatea celorlalți iepuri. Juvenilul poate produce un fel de mârâit când este amenințat, iar adultul pot produce un fel de lătrat când este tulburat înaintea răsăritului soarelui.
Este folivor, hrănindu-se de obicei cu graminee (precum iarbă încolțită), arbuști și ierburi. Iepurele roșu al lui Smith se înmulțește din septembrie până în februarie. Femela face un cuib din resturi vegetale căptușit cu blana sa. Cuibul are în jur de 15 cm în lățime, 10 cm în lungime și 4 până la 8 cm în adâncime. Femela are o perioadă de gestație de 35–40 de zile, iar după terminarea sa naște unul sau doi pui, fiecare cântărind câte 40 până la 50 kg. Totuși, într-un sezon o femelă poate să nască 3-4 pui. Puiul nu este pregătit să se descurce singur direct de la naștere, având puțin păr și neputând deocamdată să vadă, dar își deschide ochii la vârsta de 9-11 zile. Părăsește cuibul la vârsta de trei ani, când cântărește circa 180 până la 200 g. Deși s-a observat că sunt retrași, acești iepuri se asociază strâns cu damanii.

## Stare de conservare
Începând din 1996, iepurele roșu al lui Smith este listat pe Lista roșie a IUCN privind speciile amenințate drept specie neamenințată cu dispariția. Motivul este pentru că acesta este comun în părți ale arealului său în Africa de Sud, are un areal larg (mai mult de 20.000 km²) și pentru că populația sa constă în peste 10.000 de indivizi maturi numai în Africa de Sud. Chiar dacă starea populației totale este neclară, este larg răspândit și este caracterizat ca abundent în Kuruman și Springbok. Nu există date despre starea sa în arealul său din estul Africi.
Vânătoarea constituie o amenințare pentru specie, însă chiar dacă aceasta nu este considerată a fi o amenințare severă, specia este, de asemenea, afectată negativ de distrugerea habitatului din cauza construirii de case pe aflorimente stâncoase. Începând din anii 1900 până în 2000, a avut loc o pierdere de mai mult de 20 % din habitat și s-a preconizat în 2004 că dacă pierderea habitatului ar fi continuat la aceeași rată până în 2022, declinul populației sale în Africa de Sud ar fi devenit mai mare de 10 %. Se găsește în parcuri provinciale, parcuri naționale și rezervații naturale din Africa de Sud și este de asemenea protejată de către agenții de conservare provincială a naturii prin interzicerea vânării speciei în afara sezonului.
Se găsește în Parcul Național Lavushi Manda din Zambia.